# Gualterus Arsenius
Gualterus Arsenius (... – ca. 1580) è stato un artigiano belga.

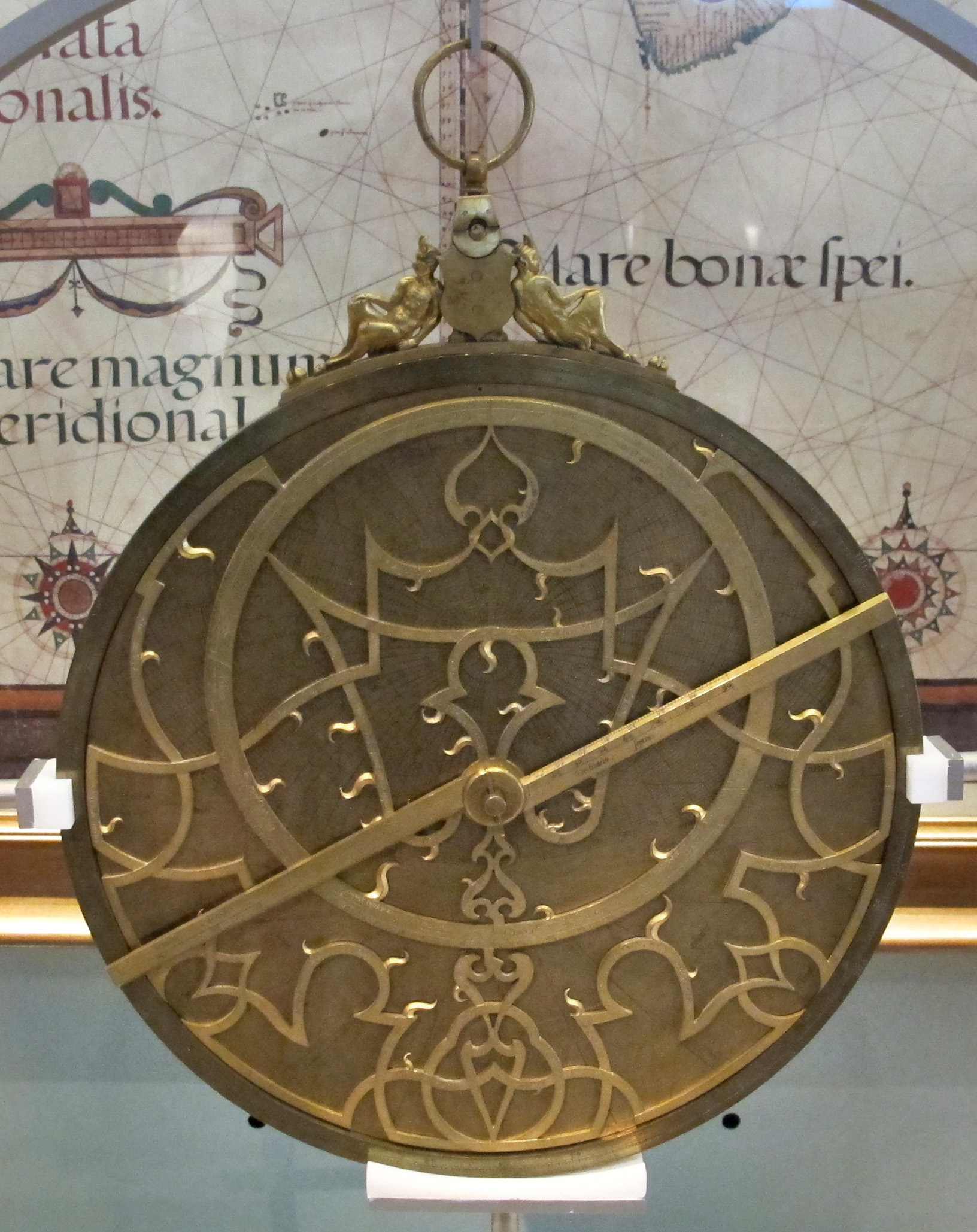
Astrolabio attribuito a Gualterus Arsenius conservato al Museo Galileo di Firenze

Nipote del matematico e cosmografo Gemma Frisius (1508-1555), operò a Lovanio dal 1555 (risulta attivo fino al 1579). Gualterus Arsenius fu il più importante membro di una famiglia di costruttori di strumenti scientifici. Realizzò oggetti di bellissima fattura e di elevata precisione come sfere armillari, astrolabi, annuli astronomici e orologi solari, le cui forme mostrano l'influenza di Gemma Frisius e di Gerardo Mercatore (1512-1594).